# Zamalek Sporting Club (volley-ball)
Ne doit pas être confondu avec Zamalek.
Cet article concerne le club de volley-ball. Pour les autres clubs, voir Zamalek Sporting Club, Zamalek Sporting Club (handball) et Zamalek Sporting Club (basket-ball).
Maillots
Al Zamalek ou (arabe: نادي الزمالك) (section volley-ball), est l'une des nombreuses sections du Zamalek Sporting Club, club omnisports basé au Caire, Égypte.

## Palmarès
- Championnat d'Égypte de volley-ball (28)
  - Vainqueur : 1960, 1962, 1963, 1964, 1965, 1966, 1969, 1970, 1971, 1972, 1973, 1974, 1975, 1979, 1986, 1988, 1989, 1991, 1992, 1993, 1997, 1998, 2001, 2005, 2008, 2015, 2022, 2023[2].
- Coupe d'Égypte de volley-ball (8)
  - Vainqueur : 1989, 1994, 2000, 2009, 2016, 2011, 2022, 2023.
- Supercoupe d'Égypte de volley-ball (1)
  - Vainqueur : 2002.
- Coupe d'Afrique des clubs champions (5)
  - Vainqueur : 1984, 1987, 2008, 2009, 2012.
- Coupe d'Afrique des clubs vainqueurs de coupe (1) 
  - Vainqueur :  2006.
- Coupe arabe des clubs champions (2)
  - Vainqueur : 1986, 1993.